# Toyota Wish
Toyota WISH — пятидверный «минивэн», выпускаемый компанией «Toyota» с января 2003 года по 2017 год. Название автомобиля переводится на русский язык как «желание».

## Первое поколение
Является небольшим минивэном (микровен по японской классификации) с тремя рядами сидений. Вместимость — 7 человек. Комплектуется автоматической коробкой передач и двигателем 1ZZ-FE объёмом 1,8 литра либо вариатором и двухлитровым двигателем 1AZ-FSE. Имеется полноприводная модификация. Существует леворульная версия (версия для Сингапура). В Россию автомобиль официально не поставляется, поэтому распространён в основном в праворульном варианте в Сибири и на Дальнем Востоке. а также может предоставлятся в разных цветах. а самый популярный цвет белый.

## Второе поколение
Второе поколение модели Wish выпускается с 2009 года и предлагается в шести- и семиместном исполнении.